# Актинідія приємна
Актинідія приємна (Actinidia deliciosa) — вид рослин родини актинідієві, всесвітньо відома сільськогосподарська культура, з якої отримують плоди ківі.

## Назва
Комерційна назва плодів рослини ківі була створена з комерційною метою у 1959 році. Спочатку плоди називали китайський аґрус. Існував також варіант назвати плід melonettes.

## Будова
Швидкоросла деревоподібна дводомна ліана, що може досягати 9 метрів довжини. Листя з довгими черешками, овальні чи круглі 7,5–12,5 см завдовжки. Молоді листя покриті червоними волосинками. Дорослі листки темно-зелені гладенькі згори і покриті білим пухом знизу.
Квіти 2,5–5 см в діаметрі, запашні, одностатеві з 5–6 пелюстками. Чоловічі й жіночі квіти з'являються на різних рослинах, вони мають однакову будову, проте в жіночих пилок не життєздатний. Запліднюються бджолами або вручну людьми.
Плід ягода до 6,25 см довжини з коричневою волохатою шкіркою. Нестиглі плоди тверді, тоді як достиглі м'які. М'якоть соковита зеленого кольору, в центрі біла частина, оточена насінням, від якої розходяться радіально світлі лінії. Смак плодів доволі кислий, схожий на аґрус та полуницю.

## Поширення та середовище існування
Походить з Китаю. Наразі культурні сорти вирощують по всьому світові і навіть в Україні.

## Практичне використання
Плоди рослини їстівні. У 1904 році насіння рослини потрапило в Нову Зеландію з Марі Фрезер (Mary Isabel Fraser), директором пансіону для дівчат, що перебувала в Китаї. З насіння було вирощено дві жіночі та одну чоловічі рослини. Незважаючи на такий малий генотип, окремі особини актинідії приємної мали високу варіантивність. Селекційні роботи проводили садоводи-практики — Дж. Макгрегор, Олександр Еллісон, Бруно Просто та Хейворт Райт. Ці три рослини дали початок сучасному сорту 'Hayward', що продається тепер по всьому світу.
Нова Зеландія почала експорт ківі у 1950-х до США. У 1959 році назву фрукта змінили на ківі.
За оцінками 2017 року в світі вироблялося 4 мільйони тонн ківі, 50 % з них виробляв Китай.

## Галерея

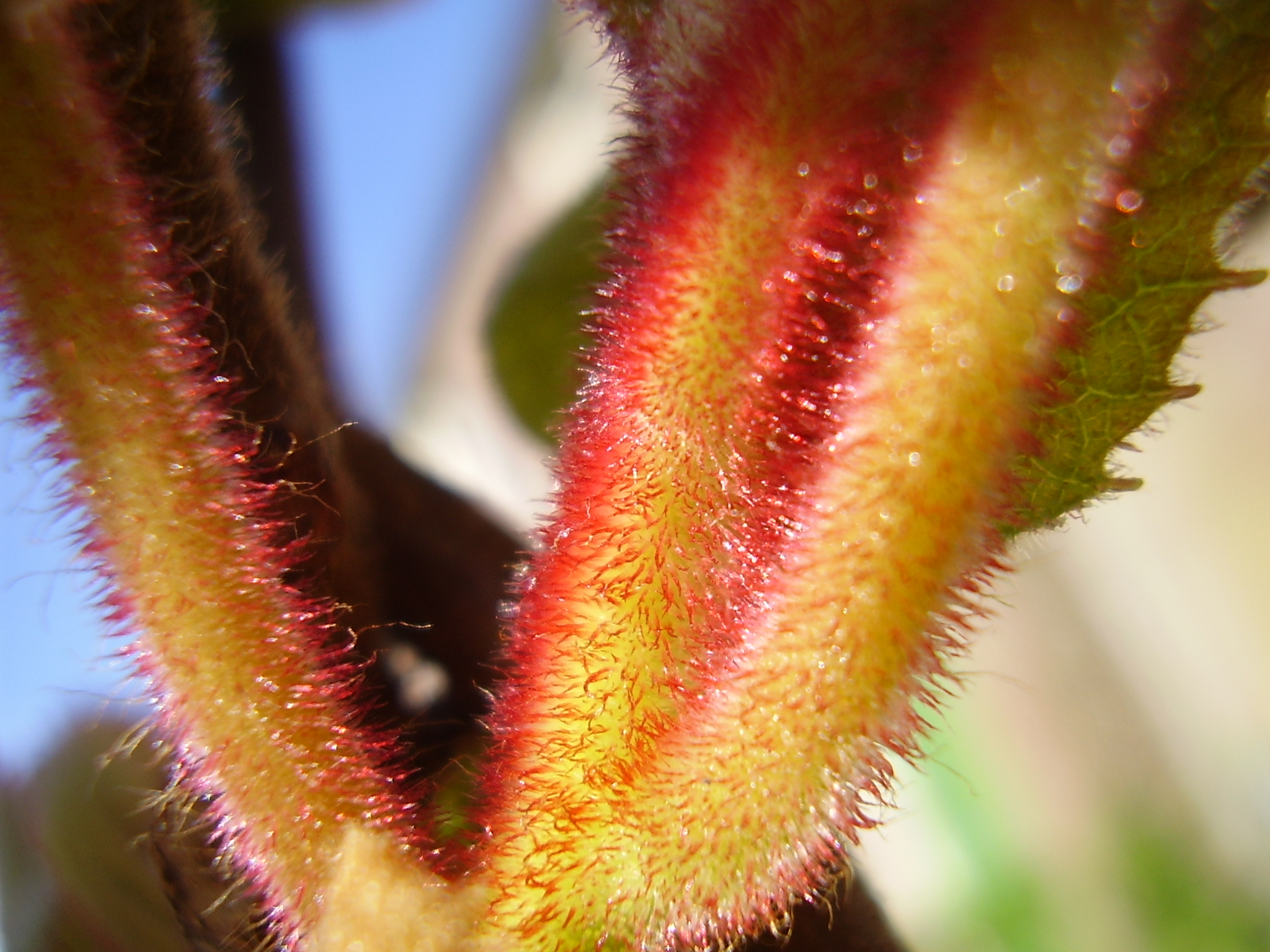
Черешки
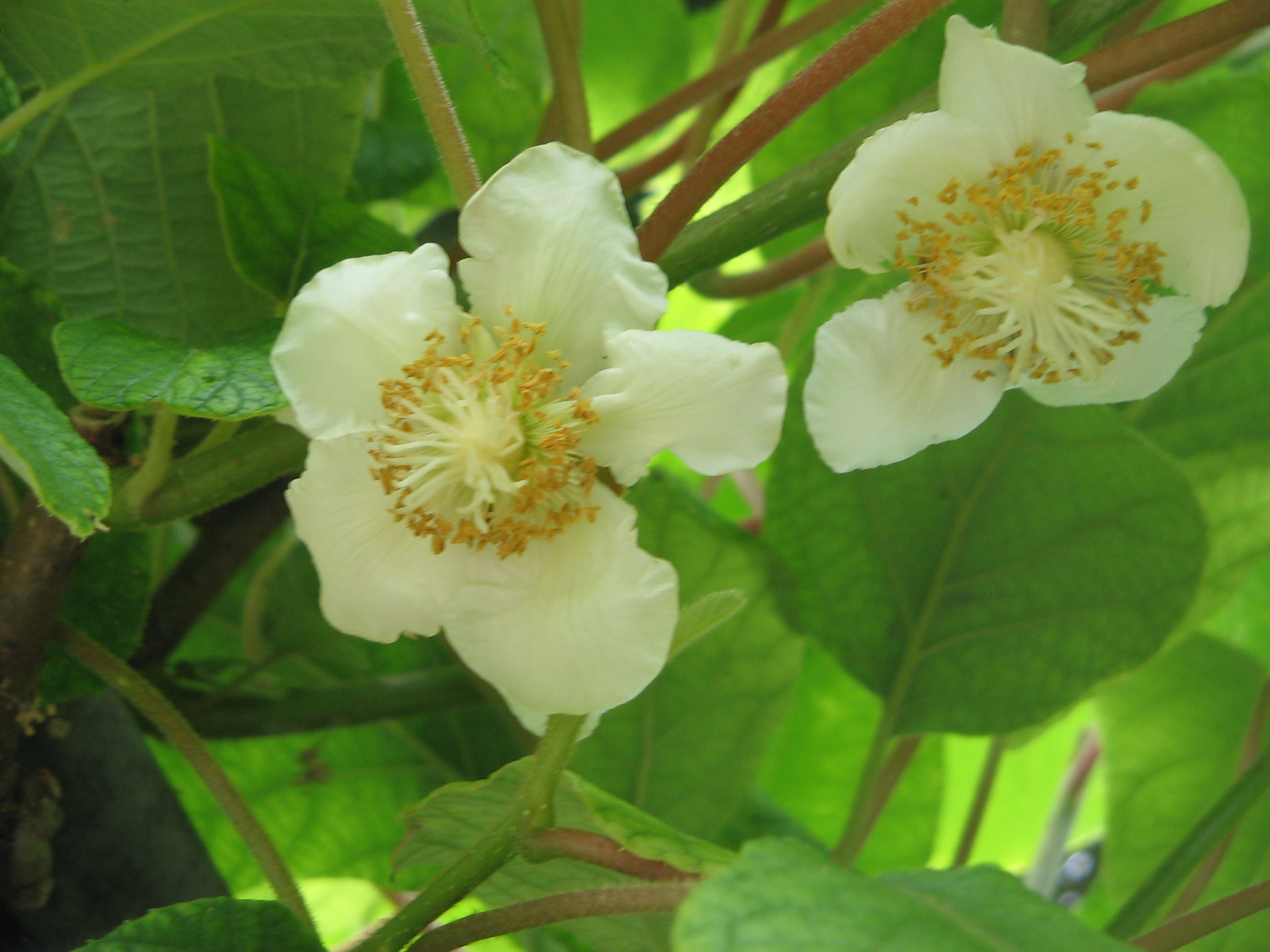
Квіти
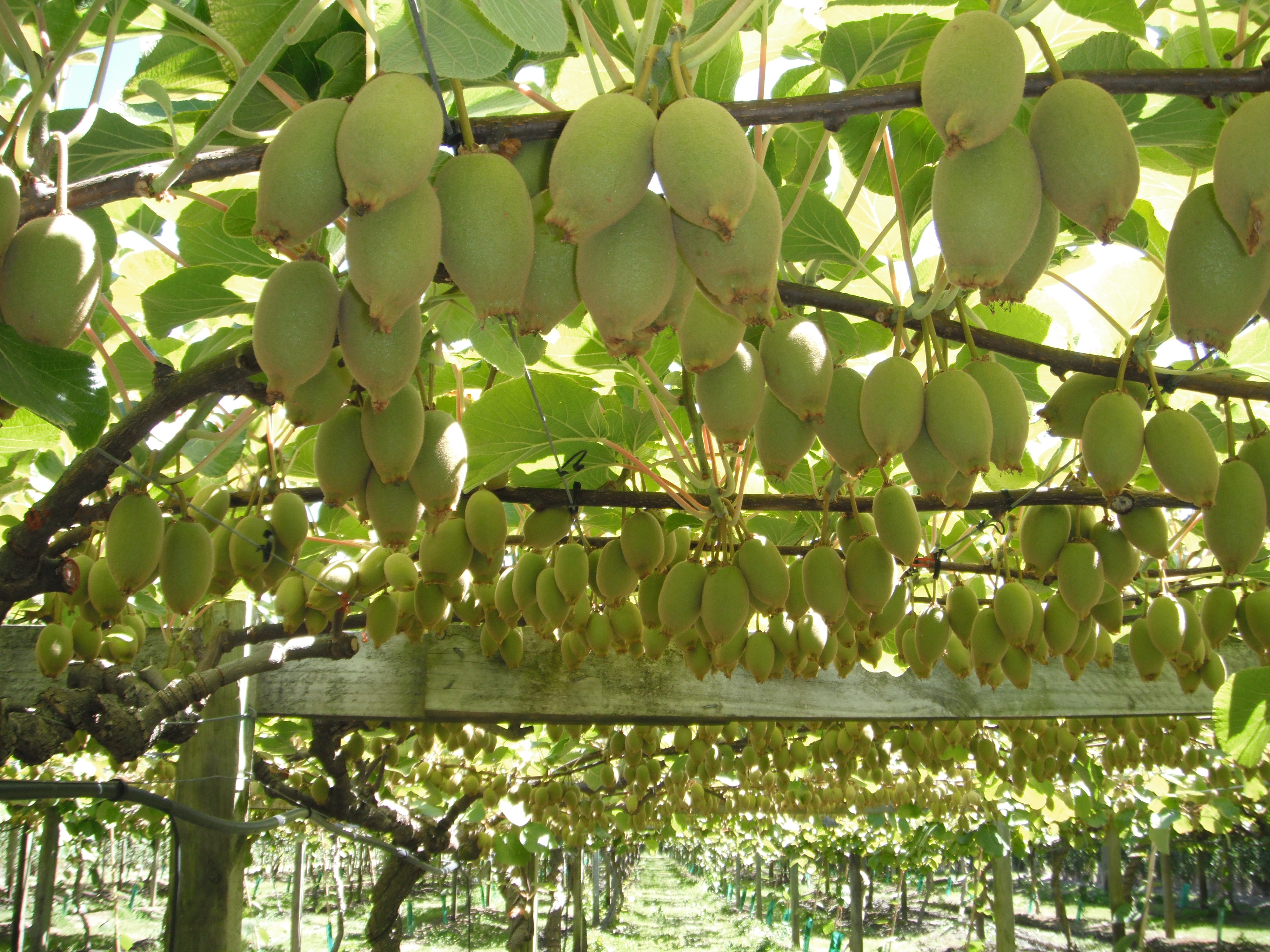
Плоди на ліані
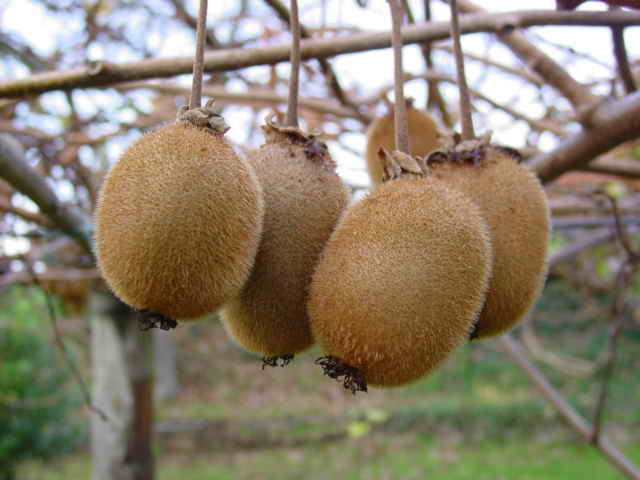
Стиглі плоди